# Freedom Plaza

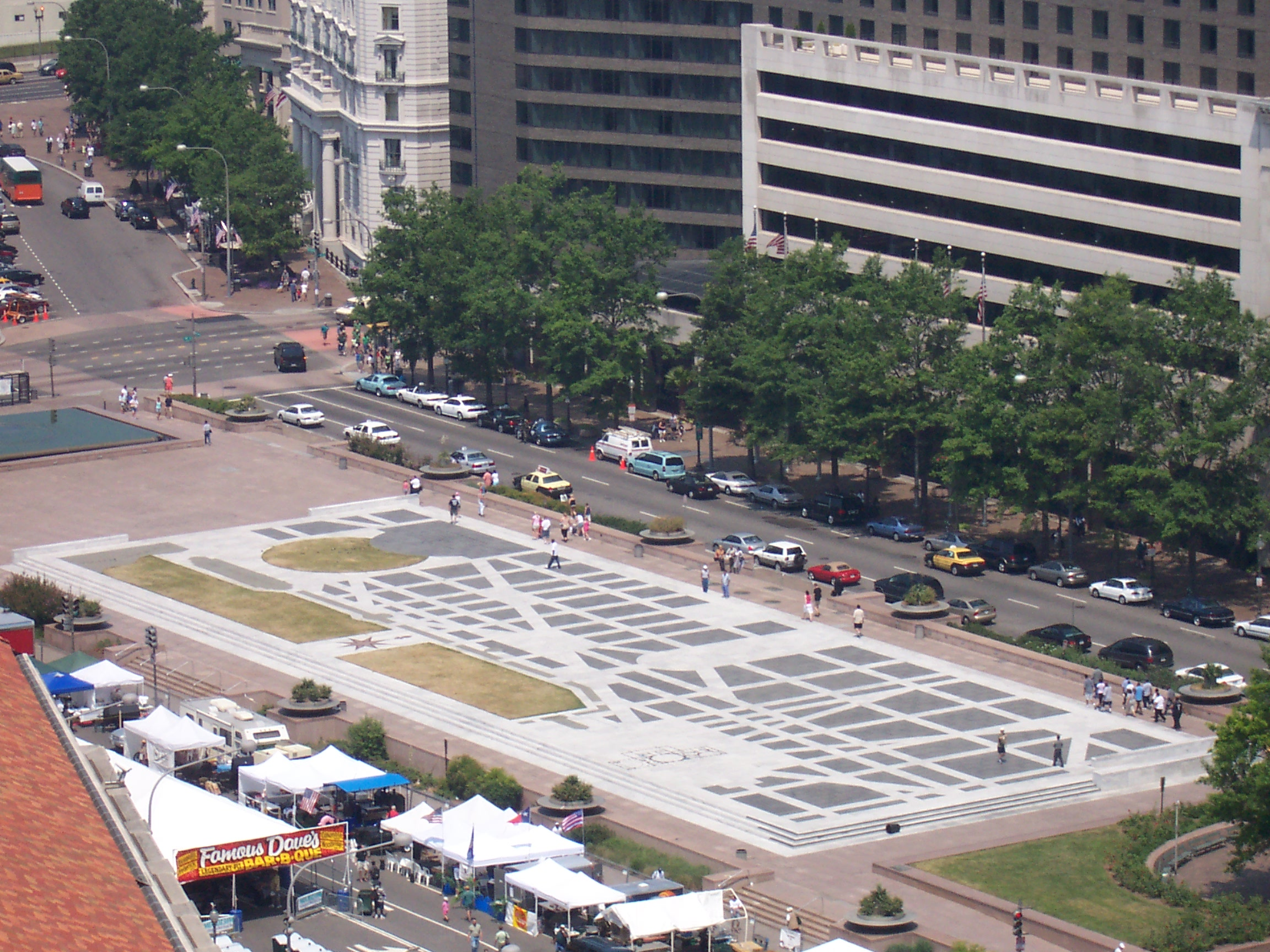
Le pavage de la place dessine une partie du plan de Pierre Charles L'Enfant pour la ville montrant le Triangle fédéral, une partie du Capitol et une partie du National Mall.

La Freedom Plaza, à l'origine connue sous le nom de Western Plaza est une place ouverte au nord-ouest de Washington, D.C.,  au coin de la 14e Rue et de Pennsylvania Avenue NW (entre la Maison-Blanche et le Capitole). Elle est adjacente au Pershing Park. Conçue en 1980, la place est surélevée par rapport à la rue et pavée sur sa majeure partie, pavage reproduisant une partie du plan de Pierre Charles L'Enfant pour la ville de Washington. Une grande fontaine se trouve à son extrémité occidentale tandis qu'à l'opposé, à l'est, s'élève une statue équestre du général Kazimierz Pułaski.
La place fut renommée en l'honneur de Martin Luther King qui travailla à son célèbre discours I have a dream dans l'hôtel Willard tout proche. En 1988, une capsule temporelle contenant la bible, une robe et d'autres reliques du Dr. King fut enterrée sous la place. Elle sera rouverte en 2088.
Le John A. Wilson Building, siège du gouvernement du district de Columbia, fait face à la place et trois grands hôtels sont situés au nord et à l'ouest de celle-ci.
Freedom Plaza sert souvent pour des manifestations de protestation politique ou des évènements publics. La station Triangle fédéral de la ligne bleue du métro de Washington est de l'autre côté de Pennsylvania Avenue et la Station Metro Center des lignes rouge et orange est elle 2 blocks plus au nord, sur la 13e rue. 

## Source
- (en) Cet article est partiellement ou en totalité issu de l’article de Wikipédia en anglais intitulé « Freedom Plaza » (voir la liste des auteurs).